# ABC (limbaj de programare)
ABC este un limbaj de programare imperativ, procedural, structural de înalt nivel de programare generală și IDE, dezvoltat la Centrul de Matematică și Informatică din Olanda în 1987 .
ABC a fost concepută pentru utilizare în scopuri similare cu cele ale lui Basic, Pascal și AWK. Nu a fost destinat programării de sistem, ci a fost conceput ca o bază bună pentru învățarea programării și folosirea non-programatorilor în munca lor zilnică.

## Caracteristicile
Limba ABC acceptă paradigma dezvoltării programelor de sus în jos.
ABC introduce doar cinci tipuri de date de bază care nu necesită o declarație preliminară. Tipurile de date oferă precizie aritmetică nesfârșită, dimensiuni nelimitate de șiruri și liste, precum și alte caracteristici care simplifică munca începătorilor.
Programele ABC nu pot accesa direct sistemul de fișiere sau funcțiile sistemului de operare.
Creatorii limbajului spun că programele ABC sunt de patru ori mai puțin decât programele C sau Pascal echivalente, fiind în același timp mai ușor de citit.
Originalul ABE IDE include un editor, interpretor și compilator disponibil pentru UNIX, Linux, DOS/Windows, Atari și Macintosh. Sprijinul pentru dezvoltarea pe ABC în IDE Geany este de asemenea prezent.

## Exemplu
Un program care returnează o listă de cuvinte într-un document:
```
PUT
 
{}
 
IN
 
collection

FOR
 
line
 
IN
 
document
:

  
FOR
 
word
 
IN
 
split
 
line
:

    
IF
 
word
 
not
.
in
 
collection
:

      
INSERT
 
word
 
IN
 
collection

RETURN
 
collection

```

## Fapte interesante
ABC este adesea asociat cu Python, deoarece dezvoltatorul acestuia, Guido van Rossum, a lucrat inițial în anii 1980 pe ABC .